# Theodore St. John
Theodore St. John (27. september 1906 - 9. januar 1956) var en amerikansk manuskriptforfatter, der ved Oscaruddelingen i 1953 modtog en Oscar for bedste historie.

## Filmografi
- 1942 - Orkanens høst (ukrediteret)
- 1952 - Verdens største show (Manus)
- 1953 - Fort Algier - ørkenens forpost (Manus)